# TBS電台
株式會社TBS廣播（日语：／ Kabushiki kaisha Tyī-bī-esu rajio */?），通稱TBS電台（TBSラジオ），是日本一家以關東廣域圈為播出範圍的廣播電台，隸屬於TBS控股旗下，為廣播聯播網「JRN」的核心局。播出頻率為AM954，另擁有一FM補充頻道（頻率90.5）。1951年12月25日開播，總部位於東京赤坂，現有之公司法人則於2000年3月21日成立。

## 沿革
- 1951年12月25日，東京電台（ラジオ東京）開播，為日本第6家、東日本第1家開播的商業廣播電台。
- 1960年11月29日，東京電台更名為東京放送（株式会社東京放送；今TBS控股前身），簡稱「TBS」。電台廣播部門則更名為「TBS電台」（TBSラジオ）。
- 1965年5月2日，東京放送成立「日本廣播網」（JRN），比文化放送及日本放送成立的「全國廣播網」（NRN）早了一天。兩者為日本最早成立的一批電台聯播網。
- 2000年3月21日，東京放送的電台廣播部門獨立為子公司「TBS廣播及信息」（株式会社TBSラジオ&コミュニケーションズ）。
- 2001年10月1日，東京放送的電台廣播業務改由TBS廣播及信息公司繼承。
- 2009年4月1日，東京放送更名為東京放送控股（2020年更名為TBS控股），數位電台廣播業務由TBS廣播及信息公司繼承。
- 2016年4月1日，TBS廣播及信息公司更名为「株式會社TBS廣播」（株式会社TBSラジオ）。

## 外部連結
- TBSラジオFM90.5+AM954〜何かが始まる音がする〜 （页面存档备份，存于）
- TBS RADIO,Inc. （页面存档备份，存于）
- TBSラジオ AM954&FM90.5的X（前Twitter）
- TBS ラジオ的Facebook專頁
- YouTube上的TBSラジオ公式頻道